# Andreas Sohn
Andreas Sohn (* 15. März 1959 in Dortmund) ist ein deutscher Historiker.

Andreas Sohn studierte Geschichte, Katholische Theologie und Pädagogik an den Universitäten Münster und Poitiers. 1988 wurde er in Münster mit einer Arbeit zur Geschichte des cluniacensischen Klösterverbandes promoviert. Seit 1989 war Sohn wissenschaftlicher Mitarbeiter am Deutschen Historischen Institut in Rom. 1995 erfolgte die Habilitation in Münster. Sohn wurde während seines Studiums besonders von Joachim Wollasch geprägt. Wollasch weckte sein Interesse für die monastische und französische Geschichte und führte ihn zu Promotion und Habilitation. Seit 1995 war Sohn in Münster als Privatdozent tätig. 1997/98 war Sohn Gastprofessor an der Universität Graz, 1999 Gastprofessor an der École pratique des hautes études und 2000/01 erneut Gastprofessor in Graz. Sohn lehrt und forscht seit 2001 als Professor für mittelalterliche Geschichte an der Universität Paris XIII. Von 2002 bis 2010 war er Stellvertretender Direktor des Centre de Recherches sur les Espaces, les Sociétés et les Cultures. Sohn ist zum Direktor des Centre de Recherches sur les Espaces, les Sociétés et les Cultures ernannt worden.
Seine Lehr- und Forschungsschwerpunkte sind die Stadt-, Kirchen-, Kultur- und Sozialgeschichte Europas, besonders Frankreichs, Italiens und Deutschlands. Dabei publizierte Sohn zu Paris, Orden und Klöstern, zum Papsttum, zur Genese von Residenzen und zur Geschichtsschreibung in Europa. Für seine Habilitation erarbeitete er die vatikanischen Registerserien von 1431 bis 1474 durch. Im Ergebnis legte er damit eine Prosopographie von 236 deutschen Kurienprokuratoren vor und bettete diese in die Kuriengeschichte der Frührenaissance ein. Er konnte feststellen, dass die Prokuratoren mehrheitlich aus dem städtischen Bürgertum kamen. Im Jahr 2012 legte er seine Überlegungen zur Hauptstadtwerdung von Paris in einer Darstellung dar. Er gab 2020 in einem Sammelband die Ergebnisse der internationalen Tagung zu Ludwig von Pastor im Römischen Institut der Görres-Gesellschaft und in der École française de Rome vom Februar 2018 heraus. Am 10. Januar 2024 berief ihn Papst Franziskus zum Mitglied des Päpstlichen Komitees für Geschichtswissenschaft. Im Juli 2024 empfing er im Rahmen eines Festakts im Stift Heiligenkreuz durch Erzabt Korbinian Birnbacher die  neue Medaille der Benediktinischen Akademie Salzburg.
Er ist verheiratet mit der Kirchenhistorikerin Michaela Sohn-Kronthaler.

## Schriften (Auswahl)
Monographien
- Der Abbatiat Ademars von Saint Martial de Limoges (1063–1114). Ein Beitrag zur Geschichte des cluniacensischen Klösterverbandes (= Beiträge zur Geschichte des alten Mönchtums und des Benediktinertums. Bd.  37). Aschendorff, Münster 1989, ISBN 3-402-03971-0 (Zugleich: Münster, Westfalen, Universität, Dissertation, 1988).
- Deutsche Prokuratoren an der römischen Kurie in der Frührenaissance (1431–1474) (= Norm und Struktur. Studien zum sozialen Wandel in Mittelalter und früher Neuzeit. Bd. 8). Böhlau, Köln 1997, ISBN 3-412-03797-4 (Zugleich: Münster, Westfalen, Universität, Habilitations-Schrift, 1995).
- Von der Residenz zur Hauptstadt. Paris im hohen Mittelalter. Thorbecke, Ostfildern 2012, ISBN 978-3-7995-0734-9.

Herausgeberschaften
- mit Hermann Weber: Hauptstädte und Global Cities an der Schwelle zum 21. Jahrhundert (= Herausforderungen. Historisch-politische Analysen. Bd. 9). Winkler, Bochum 2000, ISBN 3-930083-25-6.
- Memoria: Kultur – Stadt – Museum / Mémoire: Culture – Ville – Musée (= Herausforderungen. Historisch-politische Analysen. Bd. 18). Winkler, Bochum 2006, ISBN 3-89911-069-2.
- mit Jacques Verger: Die universitären Kollegien im Europa des Mittelalters und der Renaissance / Les collèges universitaires en Europe au Moyen Âge et à la Renaissance (= Aufbrüche. Interkulturelle Perspektiven auf Geschichte, Politik und Religion. Bd. 2). Winkler, Bochum 2011. ISBN 978-3-89911-141-5.
- Wege der Erinnerung im und an das Mittelalter. Festschrift für Joachim Wollasch zum 80. Geburtstag (= Aufbrüche. Interkulturelle Perspektiven auf Geschichte, Politik und Religion. Bd. 3). Winkler, Bochum 2011, ISBN 978-3-89911-153-8.
- mit Jacques Verger: Die regulierten Kollegien im Europa des Mittelalters und der Renaissance / Les collèges réguliers en Europe au Moyen Âge et à la Renaissance (= Aufbrüche. Interkulturelle Perspektiven auf Geschichte, Politik und Religion. Bd. 4). Winkler, Bochum 2012. ISBN 978-3-89911-183-5.
- mit Jacques Verger, Michel Zink: Heinrich Denifle (1844–1905). Un savant dominicain entre Graz, Rome et Paris / Ein dominikanischer Gelehrter zwischen Graz, Rom und Paris (= Collection de l’Académie des Inscriptions et Belles-Lettres). Académie des Inscriptions et Belles-Lettres, Paris 2015. ISBN 978-2-87754-335-4.
- Benediktiner als Päpste. Schnell + Steiner, Regensburg 2018, ISBN 978-3-7954-3359-8.
- mit Jacques Verger: Franz Kardinal Ehrle (1845–1934). Jesuit, Historiker und Präfekt der Vatikanischen Bibliothek. Akten der Tagung in Rom (19.–20. Februar 2015). École française de Rome, Rom 2018, ISBN 978-2-7283-1328-0.
- mit Jacques Verger: Ludwig von Pastor (1854–1928). Universitätsprofessor, Historiker der Päpste, Direktor des Österreichischen Historischen Instituts in Rom und Diplomat = Ludwig von Pastor (1854–1928). Professeur, historien des papes, directeur de l’Institut historique autrichien de Rome et diplomate. Schnell + Steiner, Regensburg 2020, ISBN 978-3-7954-3476-2.